# Holiday (chanson de Dizzee Rascal)
Pour les articles homonymes, voir Holiday.
Singles de Dizzee Rascal featuring Calvin Harris
Bonkers
(2009) Dirty Cash
(2009)
Holiday (vacance en anglais) est une chanson du rappeur britannique Dizzee Rascal. On retrouve la collaboration du DJ/ producteur écossais Calvin Harris. La chanson fait partie d'un des tubes de l'été 2009 au Royaume-Uni, se classant à la 1re place des ventes le 30 aout 2009 seulement 6 jours après sa sortie en single, jusqu'au 5 septembre 2009. Au Royaume-Uni, la chanson est certifiée disque d'argent avec plus de 200 000 exemplaires vendus. Dans les autres pays, le titre a atteint la 27e place des ventes dans le monde.

## Clip vidéo
La chanson est devenue célèbre en Royaume-Uni, et doit une partie du succès grâce à son clip très soleil et festive. Dans la vidéo, on retrouve le rappeur Dizzee Rascal avec des filles en bikini dans une fête, le lieu se passe dans une villa au bord d'une piscine. Durant tout le clip, on suit une jeune fille qui se dirige vers Dizzee Rascal, à la fin ils partent ensemble en voiture.

## Liste des pistes
- CD single[1]

1. "Holiday" (Radio Edit) – 3:41
2. "Holiday" (Extended Mix) – 6:02
3. "Holiday" (R'n'B Mix) – 3:25
4. "Live, Large N' In Charge" – 3:51

- 12" single[2]

1. "Holiday" (Radio Edit)
2. "Holiday" (R'n'B Mix)
3. "Live, Large N' In Charge"
4. "Holiday" (Acappella)
5. "Holiday" (Instrumental)

- iTunes single australien [3]

1. "Holiday" (Radio Edit)
2. "Holiday" (Extended Mix)
3. "Live Large 'N' In Charge"

- iTunes  Royaume-Uni EP[4]

1. "Holiday" (Radio Edit)
2. "Holiday" (Extended Mix)
3. "Holiday" (R'n'B Mix)
4. "Live Large 'N' In Charge"
5. "Holiday" (Music Video)

## Classement par pays
| Classement (2009)                      | Meilleure position |
| -------------------------------------- | ------------------ |
| Australie (ARIA)                       | 30                 |
| Belgique (Flandre Ultratop 50 Singles) | 20                 |
| Belgique (Wallonie Ultratip 50)        | 15                 |
| Pays-Bas (Single Top 100)              | 68                 |
| Allemagne (Media Control AG)           | 78                 |
| Irlande (IRMA)                         | 5                  |
| Nouvelle-Zélande (RMNZ)                | 6                  |
| Royaume-Uni (UK Singles Chart)         | 1                  |

### Classement de fin d'année
| Classement (2009)         | Position |
| ------------------------- | -------- |
| Royaume-Uni Singles Chart | 57       |

Ventes et certifications
| Pays        | Organisme | Certification | Ventes   |
| ----------- | --------- | ------------- | -------- |
| Royaume-Uni | BPI       | Argent        | 200,000+ |

## Crédits et personnels
1. Auteur : Dylan Mills, Calvin Harris et Nick Detnon
2. Producteur : Calvin Harris
3. Instruments réalisés et arrangé par Calvin Harris
4. Mixé par Calvin Harris
5. Parole écrit et interprété par Dizzee Rascal
6. Chant du refrain réalisée par Chrome
7. Chant enregistré et produit par Nick Cage
8. Chants de fond interprétés par Le docteur

## Historique de sortie
| Pays        | Date         | Format                 | Label            |
| ----------- | ------------ | ---------------------- | ---------------- |
| Royaume-Uni | 23 août 2009 | Téléchargement digital | Dirtee Stank     |
| Royaume-Uni | 31 août 2009 | CD single              | Dirtee Stank     |
| Australie   | 28 août 2009 | Téléchargement digital | Liberation Music |